# Gyapju
Gyapju (románul Gepiu) falu Romániában, a Partiumban, Bihar megyében.

## Fekvése
Nagyváradtól délnyugatra, az Inándi patak mellett, a Nagyvárad–Nagyszalonta vasútvonal mentén, Váradles alatt fekvő település.

## Története
A falu neve már 1332-ben szerepelt a pápai tizedjegyzékben is, tehát ekkor már egyháza is volt.    
1398-ban a település a Csanád nemzetségből származó Thelegdy Miklós főajtónállómester fiának Jánosnak a birtokosa volt, akinek leányait Zsigmond király ez évben fiúsította az itteni, továbbá az őrvéndi, jenei, bottyáni, szabolcsi, gálospetri és csekei birtokrészekben is.
1503-ban István kincstartó kap a birtokra új adományt. Ekkor a település mint vámszedő hely is fel van tüntetve. A későbbi időkben azután a Csáky család birtokába jut, aki itt szép kúriát is épített. A 19. század elején a Pálinkás családnak is volt itt birtoka, később pedig Blaskovics Sándornak, József főhercegnek, majd báró Königswarter Hermannak is volt itt birtoka.   
A településhez tartozott Pankota, Nagy-Méhes, Kis-Méhes kés Kis-Oroszi puszta is.   
1910-ben 1621 lakosából 407 magyar, 29 szlovák, 1149 román, 35 cigány volt. Ebből 132 római katolikus, 89 református, 1262 görögkeleti ortodox volt.   
A trianoni békeszerződés előtt Bihar vármegye Cséffai járásához tartozott.
A 2002-es népszámláláskor 1130 lakója közül 920 fő (81,4%) román nemzetiségű, 191 fő (16,9%) cigány etnikumú, 18 fő (1,6%) magyar, 1 fő (0,1%) pedig ismeretlen nemzetiségű volt.

## Nevezetességek
- Görög keleti temploma 1868-ban épült.
- Római katolikus kápolnáját 1860-ban építették.